# 이비온
이비온은 대한민국의 소규모 자동차 회사이다.

## 차량
- E6